# クロッシェレース

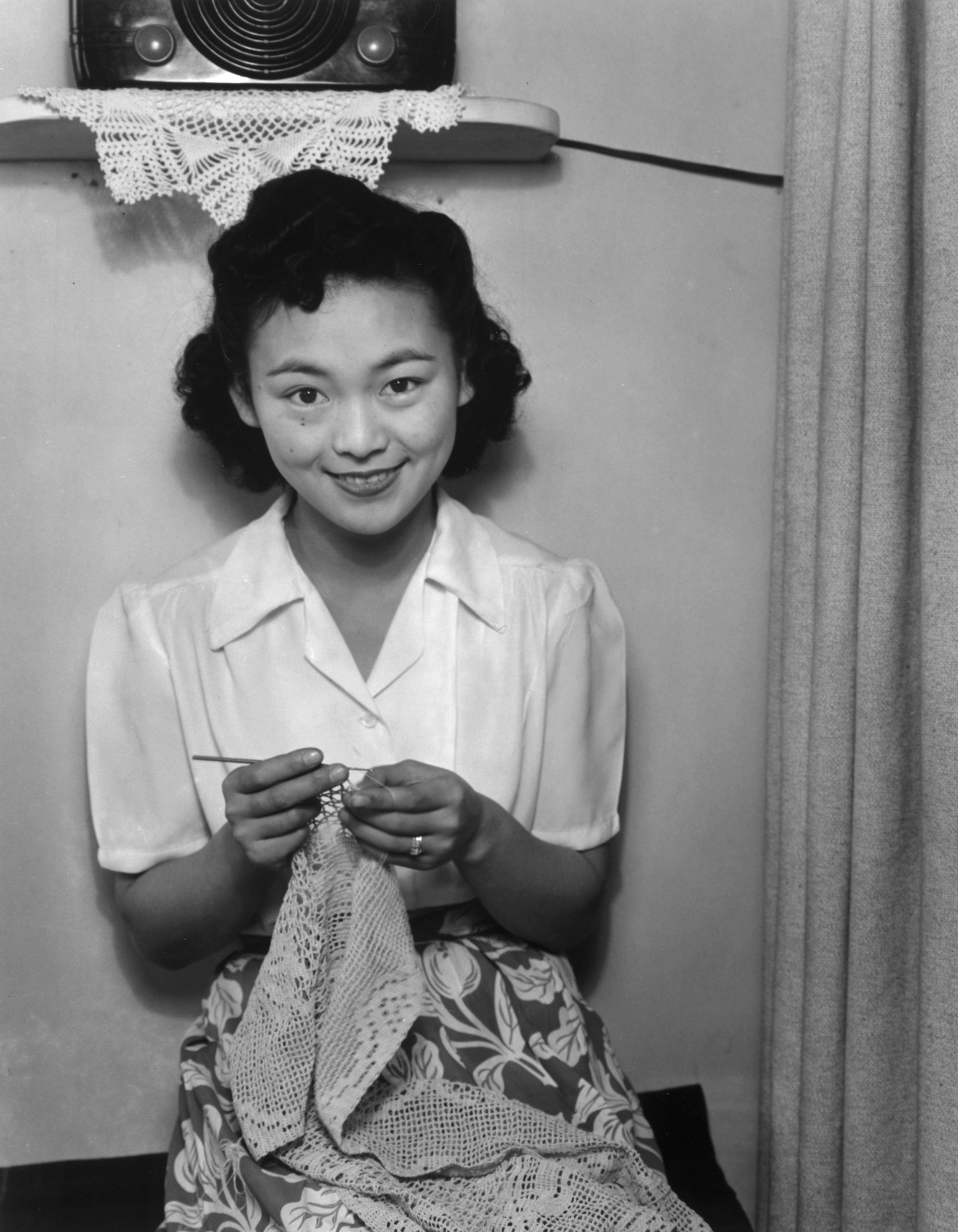
クロッシェレースをするマンザナー強制収容所日系人女性（1943年）

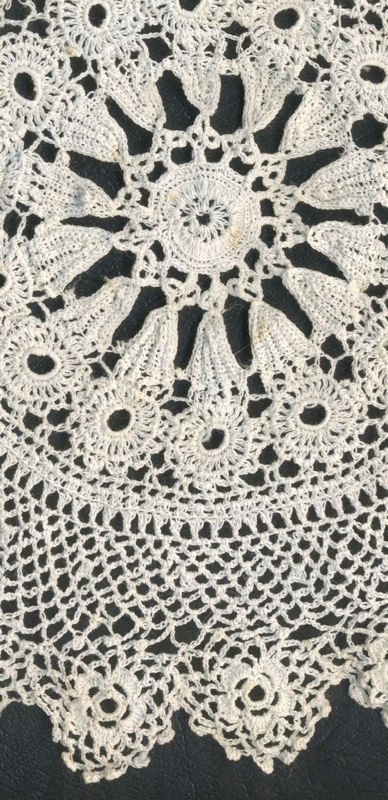
クロッシェレースの作例

クロッシェレース（Crocheted lace）は、手芸のレースの一分野で、かぎ針でかぎ針編みをするレース一般のこと。日本では、最もポピュラーなレース手芸であり、"レース編み"と言えば多くはこのクロッシェレースの事を指す。

## 概要
「クロッシェ」とはフランス語で「かぎ針」「かぎ針編み」の意味。
クロッシェレースでは、かぎ針編みの技術を応用し様々な形に編み上げていく。毛糸編みとレース編みの違いは使用する針・糸の太さにある。
16世紀にはヨーロッパの各地に広まり、今でも家庭の手芸として親しまれている。
その中でも19世紀にアイルランドで発展したアイリッシュクロッシェレースは特に有名でレリーフ状に複雑なモチーフが編み込まれている。

## 用具・糸
針は、かぎ針のより細いものが"レース針"として区分され、軸の太さに応じて以下のようになっている。
- 1.75mm - レース針0号
- 1.50mm - レース針2号
- 1.25mm - レース針4号
- 1.00mm - レース針6号
- 0.90mm - レース針8号
- 0.75mm - レース針10号
- 0.60mm - レース針12号

これ以下の大きさ及び奇数号も存在するが、市販されているのは極めて稀である。
綿・絹・麻などを撚ったものが"レース糸"と呼ばれ、番数が大きいほど糸が細くなる。20番・40番レース糸がポピュラーであるが、特に20番は太糸レースとも呼ばれる。

## 主な手法

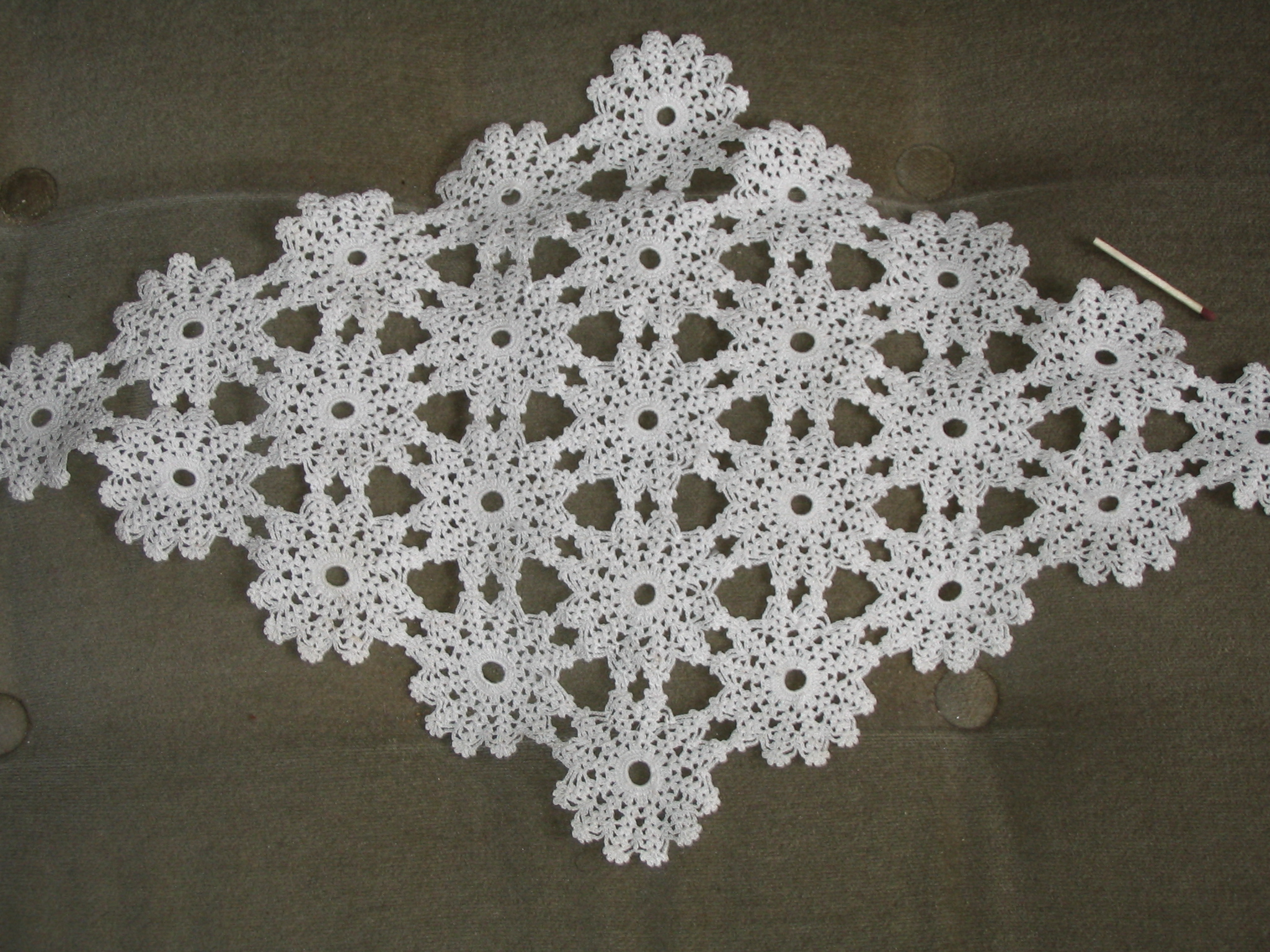
モチーフつなぎの作例

パイナップル編み
ネット編み・パプコーン編みを三角形に並べ、パイナップルや木の実に見立てる。
方眼編み
長編み等と鎖編みを組み合わせ方眼を作り、ドット絵の要領で図形を描画する。
モチーフ編み
小さなモチーフを複数編みつなぐ
ブリューゲルレース
細い帯（ブレード）を編み、折り曲げながら形作る。
レリーフレース

オーピエートレース